# Sweet and Lowdown
Sweet and Lowdown (Brasil: Poucas e Boas / Portugal: Através da Noite) é uma comédia dramática estadunidense de 1999, escrita e dirigida por Woody Allen e protagonizada por Sean Penn e Samantha Morton.

## Sinopse
Emmeth Ray (Sean Penn) é um músico de jazz que alcançou algum sucesso na década de 1930. mas que desapareceu da vista do público em circunstâncias misteriosas. Apesar de ser um músico talentoso, a vida pessoal de Ray é um desastre. Ele é um cafetão gastador, mulherengo e que acredita que a queda no amor vai arruinar a sua carreira musical.
Ray então conhece Hattie, uma tímida e muda lavadeira. Depois de superar alguma frustração inicial devido às dificuldades de comunicação, Ray e Hattie formam uma relação afetiva. No entanto, Ray está convencido de que um músico de sua estatura nunca deve estabelecer-se com uma mulher, - particularmente uma mulher da classe trabalhadora como Hattie. Por um capricho, Ray se casa com a socialite Blanche Williams (Uma Thurman). No entanto, Blanche vê em Ray principalmente como um exemplo colorido da vida de classe baixa e uma fonte de inspiração para seus escritos literários. Ela relata que Ray é atormentado por pesadelos e grita o nome de Hattie em seu sono.
Quando engana Blanche, junto com o mafioso Al Torrio (Anthony LaPaglia), Ray deixa ela e localiza Hattie. Ele supõe que ela vai levá-lo de volta, mas descobre que ela é casada e tem uma família. Depois, em um encontro com uma nova mulher, um Ray desanimado toca uma melodia que Hattie adorava e, em seguida, quebra seu violão e em desânimo repete a frase "Eu cometi um erro!"

## Elenco
- Sean Penn — Emmeth Ray
- Samantha Morton — Hattie
- Uma Thurman — Blanche
- Anthony LaPaglia — Al Torrio
- James Urbaniak — Henry
- John Waters — sr. Haynes
- Woody Allen — ele mesmo

## Principais prêmios e indicações
Oscar
- Indicado nas categorias:Melhor Ator (Sean Penn) e Melhor Atriz Coadjuvante (Samantha Morton)

Globos de Ouro
- Indicado nas categorias: Melhor Ator em Comédia ou Musical (Sean Penn) e Melhor Atriz Coadjuvante (Samantha Morton)